# Кістово
Кістово (пол. Kistowo, нім. Buchenfelde) — село в Польщі, у гміні Суленчино Картузького повіту Поморського воєводства.
Населення — 365 осіб (2011).
У 1975-1998 роках село належало до Гданського воєводства.

## Демографія
Демографічна структура станом на 31 березня 2011 року:
|          | Загалом | Допрацездатний вік | Працездатний вік | Постпрацездатний вік |
| -------- | ------- | ------------------ | ---------------- | -------------------- |
| Чоловіки | 182     | 49                 | 112              | 21                   |
| Жінки    | 183     | 52                 | 98               | 33                   |
| Разом    | 365     | 101                | 210              | 54                   |